# مارک تاتسلیک
مارِک تاتسلیک (چکی: Marek Taclík؛ ‏ ۹ مهٔ ۱۹۷۳) بازیگر و بازیگر تلویزیون اهل کشور جمهوری چک است. وی از سال ۱۹۹۴ میلادی تاکنون مشغول فعالیت بوده‌است.
از فیلم‌ها یا برنامه‌های تلویزیونی که وی در آن نقش داشته‌است، می‌توان به ستاره چهارم، کارت شناسایی، در سایه، فرشته تبهکار، لیگ محلی، عملیات سیلور ای، و تومان اشاره کرد.